# أدلبرتو
أدلبرتو (بالبرتغالية: Adalberto Hilário Ferreira Neto‏) هو لاعب كرة قدم برازيلي في مركز الدفاع، ولد في 21 يوليو 1987 في جويز دي فورا في البرازيل. لعب مع نادي أميريكانو ونادي تومبينس ونادي فيسترلو ونادي كريسيوما ونادي لييج.

## وصلات خارجية
- أدلبرتو على موقع قاعدة بيانات كرة القدم.إي يو (الإنجليزية)
- أدلبرتو على موقع Soccerway.com (الإنجليزية)